# Johan Arfwedson

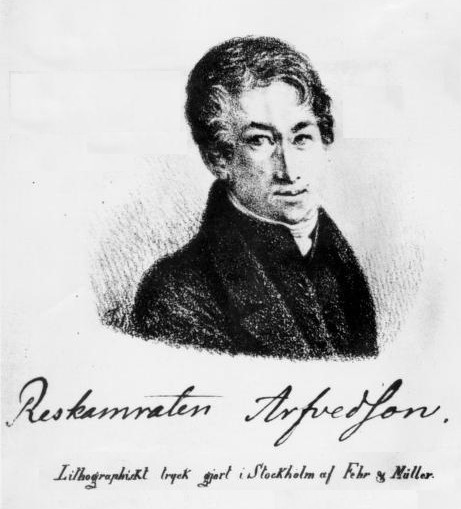
Johan Arfwedson

Johan August Arfwedson (Skagersholm, 12 januari 1792 – Hedensö, 28 oktober 1841) was een Zweeds chemicus en de ontdekker van het scheikundig element lithium in 1817 uit een petaliet mineraal uit de Utö-mijnen.
Het zeldzame mineraal arfvedsoniet is naar hem vernoemd.